# Obcęgi

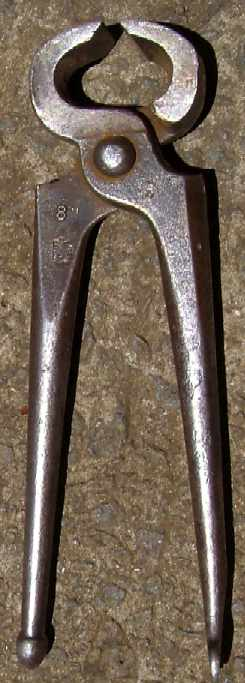
Klasyczne obcęgi

Obcęgi – metalowe narzędzie ręczne z częścią roboczą w postaci dwóch przeciwstawnie ustawionych, łukowatych szczęk zakończonych ostrzami. Służą głównie do wyciągania gwoździ i odcinania drutu oraz do przytrzymywania metalowych przedmiotów przy obróbce. Stosowane głównie przez cieśli, stolarzy i dekarzy.
W zastosowaniach elektrycznych i precyzyjnych stosuje się małe obcęgi nazywane obcążkami, o dokładniej wykonanych ostrzach o nieco innym, bocznym ustawieniu – w przeciwieństwie do czołowego ustawienia klasycznych obcęgów.
Czasami mylnie tą nazwą nazywane są szczypce lub kombinerki.

## Galeria

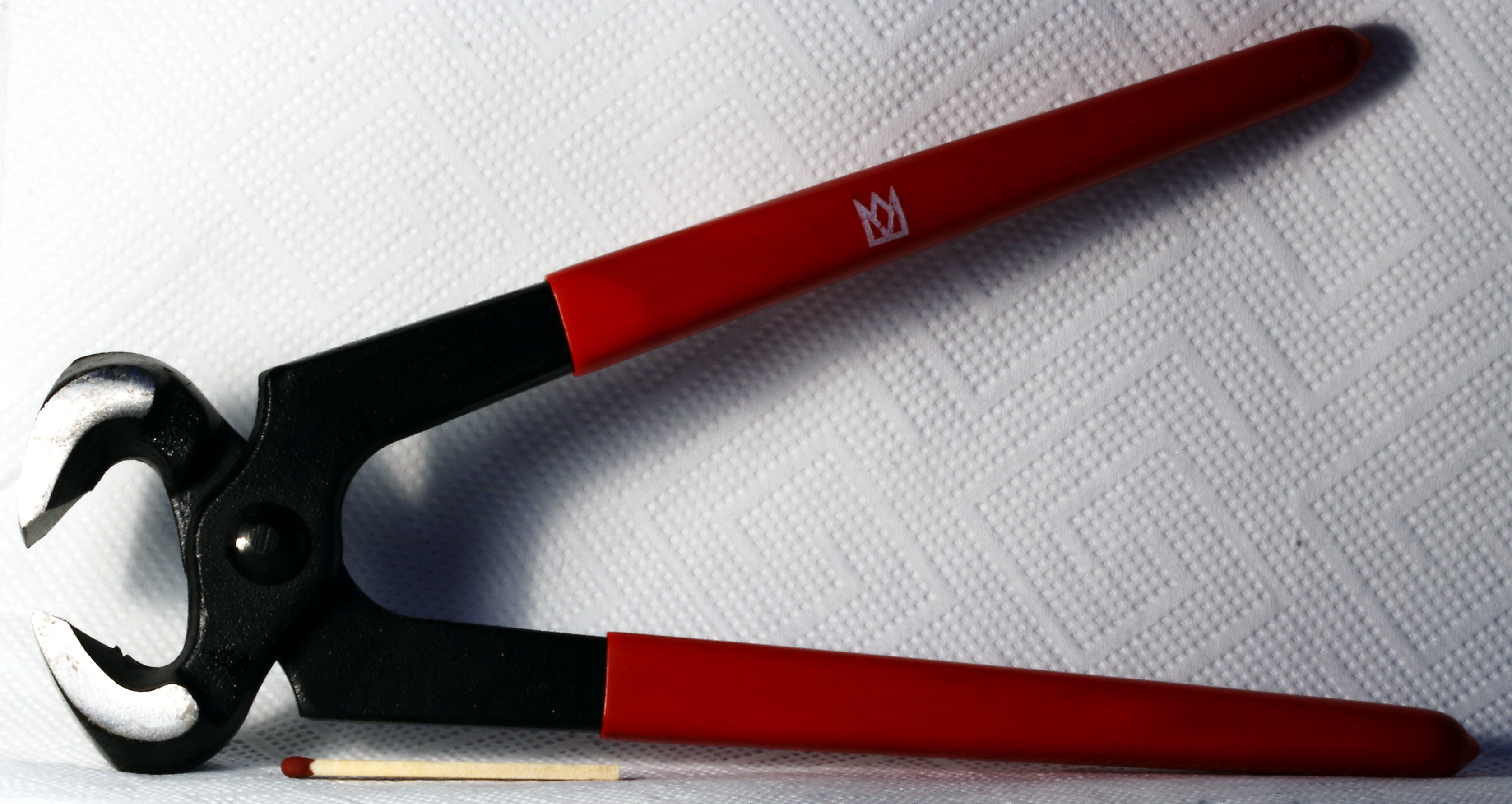
Współczesne obcęgi
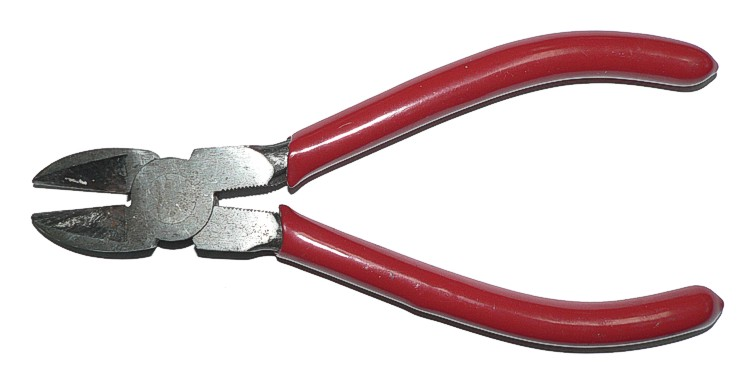
Obcążki boczne